# Lacchiarella
Lacchiarella – miejscowość i gmina we Włoszech, w regionie Lombardia, w prowincji Mediolan.
Według danych na rok 2004 gminę zamieszkiwało 7150 osób, 297,9 os./km².